# David de Bourgogne
David de Bourgogne (1427-1496) est un prélat de l'Église catholique romaine. Il est l'un des nombreux bâtards du duc Philippe III de Bourgogne.

## Biographie
David de Bourgogne est un fils naturel de Philippe III de Bourgogne et de Jeanne Chastellain (+ le 14 juillet 1442), dite de Bosquiel, demoiselle de Quéry la Motte (actuel Pas-de-Calais). Cette dernière épouse Étienne de Bours, dit Maillotin, gouverneur de Gorgues et de Dunkerque (+ 1450).
David de Bourgogne est prévôt de l'église Saint-Donatien à Bruges en 1439 puis évêque de Thérouanne (1451-1455). Lorsque décède l'évêque d'Utrecht Rodolphe de Diepholt, le duc Philippe saisit cette occasion pour renforcer son pouvoir sur le comté de Hollande en y plaçant son fils bâtard. Mais avant que le duc n'eut fait part de ses projets au pape, le chapitre d'Utrecht a élu Gilbert (ou Ghisbrecht) de Brederode comme nouvel évêque d'Utrecht (1456-1494). La maison de Brederode était une famille ancienne et influente dans le comté ; l'accession d'un de ses membres au siège épiscopal aurait donc entravé la politique centralisatrice bourguignonne de se mettre en place. Le duc, après un recours infructueux auprès du pape, menaça donc d'organiser une expédition armée pour venir installer de force son fils à Utrecht. Gilbert se résolut donc à renoncer à son élection en faveur de David 16 mois après celle-ci. David occupa donc le siège d'Utrecht alors jusqu'à sa mort en 1496.